# Yerablur
Yerablur  (in armeno Եռաբլուր) è un cimitero militare situato su una collina nei dintorni della capitale dell'Armenia, Erevan. Il sito è divenuta la dimora dei soldati armeni che hanno perso la vita nella prima guerra del Nagorno Karabakh.
Nel cimitero, aperto nel 1988 sono altresì sepolti diversi eroi e personaggi pubblici dell'Armenia:
| Nome             | Anno        | qualifica |
| ---------------- | ----------- | --- |
| Sose Mayrig      | 1865-1952   | Fedayyin |
| Movses Gorgisyan | 1961-1990   | Nazionalista armeno del Movimento di riunificazione del Karabakh con l'Armenia                                                                                                   |
| Monte Melkonian  | 1957-1993   | Partigiano armeno americano, leader militare nella guerra del Nagorno-Karabakh                                                                                                   |
| Garo Kahkejian   | 1962-1993   | leader militare della guerra del Nagorno-Karabakh |
| Shahen Meghrian  | 1952-1993   | leader militare nella guerra del Nagorno Karabakh, Eroe nazionale dell'Armenia                                                                                                   |
| Vazgen Sargsyan  | 1959 - 1999 | leader militare della prima guerra del Nagorno Karabakh, Ministro della Difesa dell'Armenia (1991-1999), Primo Ministro (1999)                                                   |
| Andranik Ozanian | 1865-1927   | Combattente armeno, leader dei volontari armeni durante la prima guerra mondiale                                                                                                 |
| Gurgen Margaryan | 1978 - 2004 | Sottotenente armeno assassinato a Budapest, Ungheria, il 19 febbraio 2004 da un pari grado azero durante uno stage congiunto della Nato per l'apprendimento della lingua inglese |